# Сандатовське сільське поселення
Сандатовське сільське поселення (Сандатовское се́льское поселе́ние) — муніципальне утворення в Сальському районі Ростовської області Російської Федерації.
Адміністративний центр — село Сандата.

## Географія
Сільське поселення розташоване на південно-східній частині Ростовської області, в районі гирла річки Велика Сандата (басейну річки Середній Єгорлик). Муніципальне утворення має адміністративний кордон з Калмикією і Піщанокопським районом Ростовської області.

## Населення
Налічує 4294 виборці (мешканців віком понад 18 років) на момент 2016 року.
| 2005 рік  | 2010 р.  | 2012 р.  | 2013 р.  | 2014 р.  | 2015 р.  |
| 6180 осіб | 5139 ос. | 5080 ос. | 5066 ос. | 5063 ос. | 5006 ос. |

## Склад сільського поселення
| № | Населений пункт | Тип населеного пункту        | Населення |
| - | --------------- | ---------------------------- | --------- |
| 1 | Березовка       | село                         | 1341 осіб |
| 2 | Крупський       | хутір                        | 140 ос.   |
| 3 | Сандата         | село, адміністративний центр | 3658 ос.  |

## Місцеве самоврядування
Голова зазначеного сільського поселення — Сіроштан Микола Іванович.